# Petedunnita
La petedunnita és un mineral silicat del subgrup dels clinopiroxens. El seu nom és en honor de Pete J. Dunn, especialista del museu Smithsonian. Va ser acceptada per la IMA l'any 1987.
El mineral va ésser trobat a Buckwheat pit, mina Franklin (mina que explota un dipòsit de zinc estratiforme metamorfitzat), Franklin, Comtat de Sussex, Nova Jersey, EUA; aquest punt es considera, per tant, la seva localitat tipus.